# Cibelín

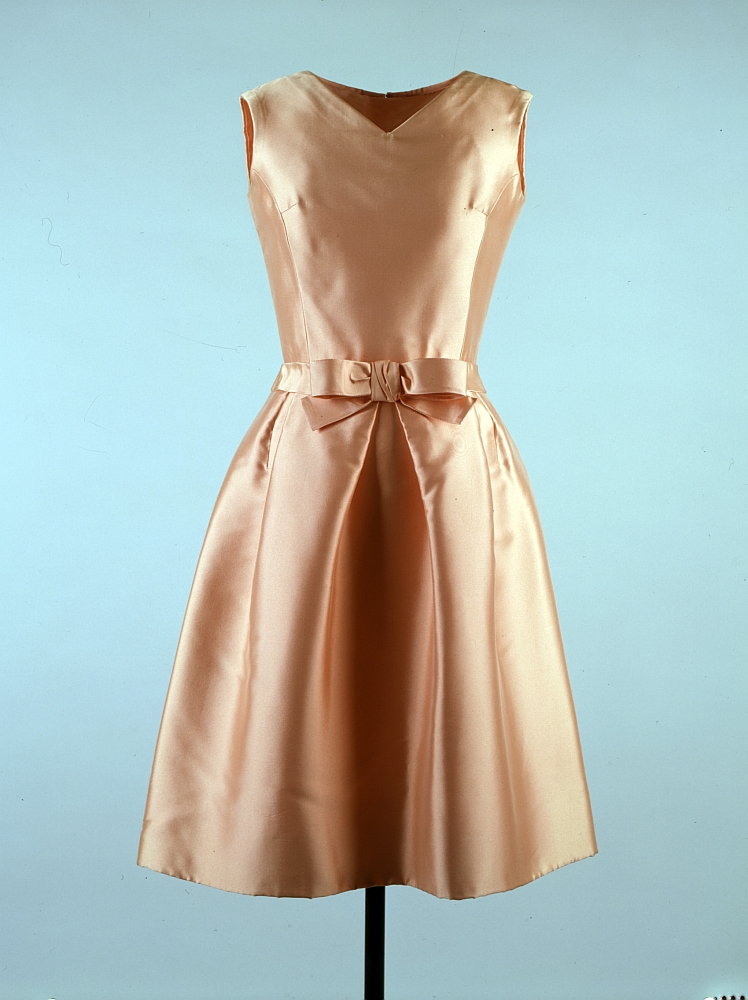
Šaty z hedvábného cibelínu (jak je nosila Jacqueline Kennedy v roce 1962)

Cibelín (angl.: zibeline, něm.: Zibeline) je:

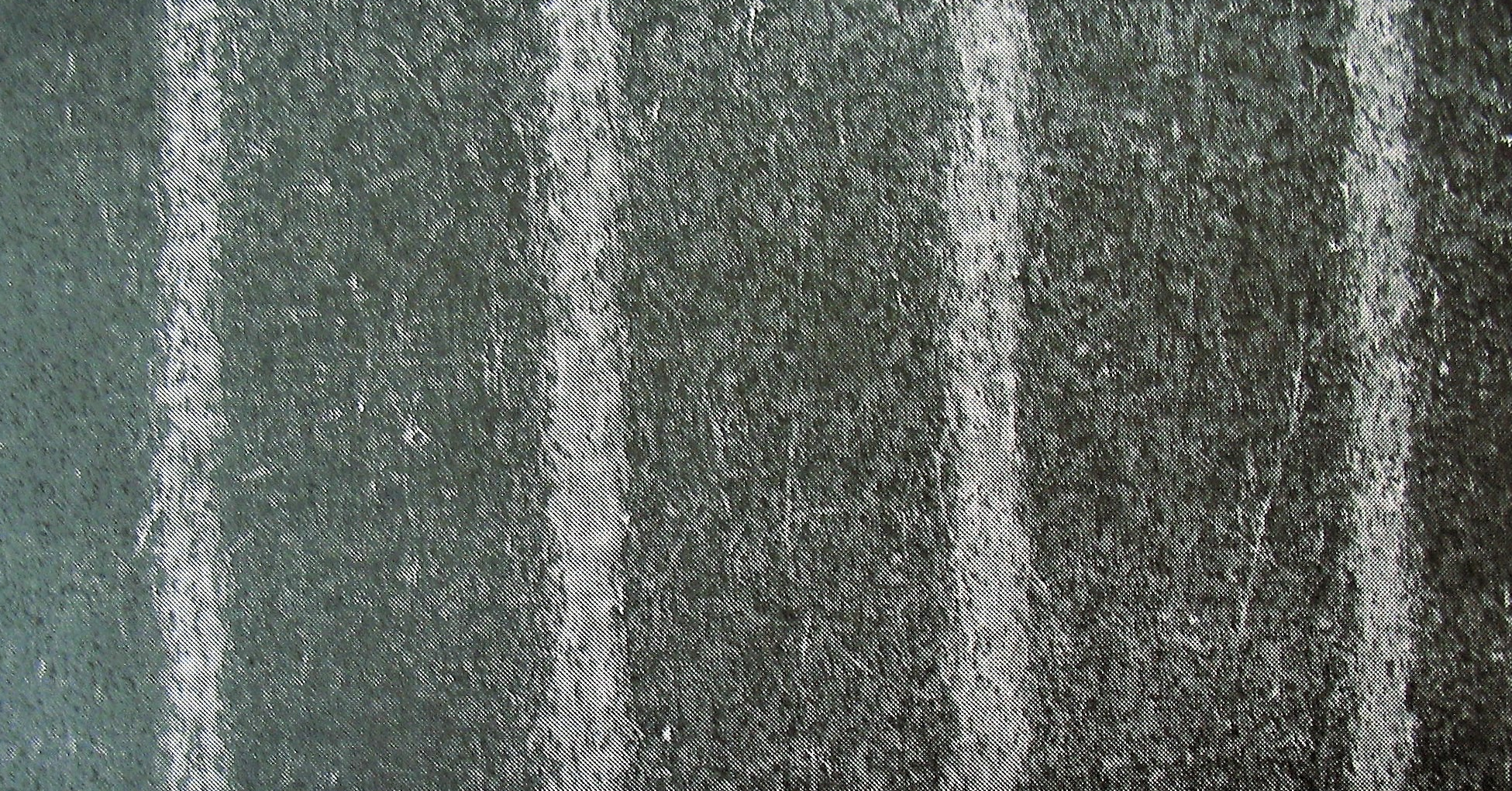
Vzorek cibelínu z roku 1914 (vlna/mohérové výčesky (50/50%))

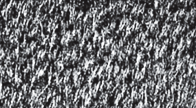
Vzorek vlněného cibelínu z roku 1923

- Efektní příze s dlouhým vlasem tvořeným odstávajícími vlákny, obvykle z králičí nebo kozí srsti [1]

cibelínové příze se však vyrábějí také ze syntetických vláken.
- Vlnařská tkanina s dlouhým lesklým vlasem z mohéru nebo jiného lesklého vlákna. Povrch tkaniny je počesaný, takže vlas zakrývá vazbu, obvykle keprovou nebo plátnovou. Název tkaniny pochází z francouzského zibeline = sobol - povrch tkaniny má napodobovat kožešinu ze sobola.[3]

Používá se na pláště, kostýmy a bundy.
Na začátku 20. století byly cibelínové tkaniny velmi oblíbené. Vyráběly se v různých variantách většinou z levnějších přízí z hrubé vlny ve směsi s výčesky (odpady) z mohéru nebo z vlny. (Na snímku vlevo je ústřižek cibelínu s proužkem z roku 1914). 
- Hedvábný cibelín zvámý také jako mikádo-hedvábí je tkanina z čistého hedvábí nebo ze směsi  hedvábí s vlnou.

Používá se většinou na svatební nebo večerní šaty, sukně a kalhoty.